# لا ورنیا (تگزاس)
لا ورنیا، تگزاس(به انگلیسی: La Vernia, Texas) شهری در ایالت تگزاس از ایالات جنوبی ایالات متحده آمریکا است. در سرشماری سال ۲۰۰۰، جمعیت این شهر ۹۳۱ نفر اعلام شد.